# Bábek
Bábek (či Pápak, Babak Chorramdín aj.) (asi 798–838) je íránský národní hrdina, vůdce lidového protiarabského povstání, které probíhalo v letech 816–837 v severním Íránu. K povstání se připojovali zejména rolníci.
Bábek se postavil do čela vzpoury, která vypukla na území dnešního Íránu proti abbásovskému chalífátu. Bábek nejprve ovládl pevnost Bezz a z ní prováděl výboje. Nakonec ovládl rozsáhlé území, které sahalo od dnešní Arménie až do Mosulu a do Isfahánu, které leží na území dnešního Iráku. Toto území ovládal dlouhých dvacet let, teprve poté Arabové vzpouru potlačili.
Bábek byl Araby zajat lstí a po porážce povstání krutě popraven, když mu byly nejprve uťaty obě ruce – na příkaz bagdádského kalifa Mutasima.
Bábek je někdy nazýván též Chorram-Din, což naznačuje jeho příslušnost k hnutí churamitů, kteří vyznávali variantu zoroastrismu.
Šíitský islám, který vládne v současném Íránu, se snaží kult Bábeka všemožně potlačit, pokusil se ho mj. vstřebat postavou šíitského mučedníka a světce Abol Fazla, jemuž byly rovněž uťaty ruce. To se však nedaří, pro Ázerbájdžánce žijící jako národnostní menšina v Íránu je mocným politickým symbolem. Bábekova postava vstoupila i do ázerbájdžánské mytologie.
Po Bábekovi bylo v roce 1978 přejmenováno ázerbájdžánské město Tazavend na Babek. V roce 2011 bylo rozhodnuto o postavení velkého Bábekova pomníku v centru Baku, v roce 2023 zatím nebyl dostavěn.